# Guillermo Dávila
Guillermo José Dávila Ruiz (Caracas, 18 de marzo de 1955), más conocido artísticamente como Guillermo Dávila, es un cantautor, músico y actor de telenovelas venezolano.

## Biografía

### Carrera musical
Su carrera inició a principios de la década de 1970, de la mano del dramaturgo y director de teatro Venezolano Levy Rossell, como miembro de la agrupación teatral Arte de Venezuela, con quienes en 1972 tuvo la oportunidad de interpretar el rol protagonista en el montaje venezolano/adaptación al español de Godspell, un exitoso musical de rock de los años setenta, en el que participó junto a otros noveles artistas de la época que también desarrollaron sus carreras artísticas posteriormente, como Guillermo Carrasco y Henrique Lazo, entre otros. Luego de varios años, irrumpe en 1980 con una participación en la telenovela Natalia de 8 a 9. Dos años después, sacó al mercado su primera producción discográfica, denominada Guillermo Dávila, y protagonizó la telenovela Ligia Elena con Alba Roversi. Interpretó muchas canciones exitosas como Solo pienso en ti, Cada cosa en su lugar, Llevo perfume a ti, Cuando se acaba el amor, Fabiola, Barco a la deriva. También los temas Mujer prohibida (tema principal de la telenovela La mujer prohibida, transmitida por Venevisión), Sin pensarlo dos veces, Me fascina, Tesoro mio —a dúo con la cantante Kiara— (y tema de la telenovela La revancha, transmitida por Venevisión y protagonizada por Jean Carlo Simancas y Rosalinda Serfaty), compuestos por el cantautor Rudy La Scala.
En 1984, Davila fue uno de los integrantes del grupo de artistas internacionales que formaron parte de Hermanos del Tercer Mundo con la canción «Cantaré Cantarás».
En 1988, se creó una gran polémica con el tema «Sin pensarlo dos veces» (incluido en su disco Guillermo Dávila V), y es sacado del aire por tratarse de un tema con contenido sexual.
En 2013, vuelve a los escenarios de la mano de Cobi Music y míster Oby, volviendo a abrirse campo en los escenarios internacionales, con ellos consigue ser protagonista de la novela de televisa Bandidas, además de recorrer América Latina y Europa, realizando giras entre los años 2012-2015.
En 2018, estuvo de gira por los Estados Unidos y México y participó en La Liga Contra el Cáncer de Telemundo, después de que su mánager muriese debido a esta enfermedad.
En 2021, pasa a ser entrenador de La voz Perú, junto a Eva Ayllón, Mike Bahía y Daniela Darcourt. Más tarde, la concursante de su equipo Marcela Navarro gana el primer puesto del programa.

### Vida personal
Tiene una hija mayor llamada Daniela Dávila.
En 1991, contrajo nupcias con la modelo, actriz y animadora Chiquinquirá Delgado cuando ella tenía dieciocho años y él treinta y cinco, con ella tuvo una hija, Marielena Dávila. En mayo de 2007, se casó con Laura Echeverría y tuvieron un hijo llamado Guillermo Dávila.
En Perú, fue protagonista de una polémica por la paternidad de un supuesto hijo no reconocido. En agosto de 2021, tras años de controversia, decidió someterse a una prueba de ADN; reconoció a Vasco Madueño como su hijo tras obtener un resultado positivo.

## Filmografía

### Cine
| Año  | Título                                                               | Personaje                   |
| ---- | -------------------------------------------------------------------- | --------------------------- |
| 1977 | Se solicita muchacha de buena presencia y motorizado con moto propia |                             |
| 1982 | Cangrejo                                                             | José María «Coco» Benavides |

### Televisión
| Año       | Título                      | Personaje                               |
| --------- | --------------------------- | --------------------------------------- |
| 1980      | Natalia de 8 a 9            | Julio Dávila Duarte                     |
| 1981      | El cadáver congelado        | Unitario protagonizado con Miriam Ochoa |
| 1982      | Ligia Elena                 | Ignacio Ramón «Nacho» Gamboa            |
| 1983      | Nacho                       | Ignacio Ramón «Nacho» Gamboa            |
| 1984-1985 | Diana Carolina              | Juan Diego Ledesma                      |
| 1985      | Cantaré para ti             |                                         |
| 1986      | El sol sale para todos      | Lucho Pimentel                          |
| 1988-1989 | Yara prohibida              |                                         |
| 1989-1990 | Fabiola                     | Carlos Alberto                          |
| 1990-1991 | Adorable Mónica             | Luis Alfredo y Luigi                    |
| 1992      | Cara sucia                  | Miguel Ángel González de la Vega        |
| 1995-1996 | Dulce enemiga               | Julio César Guerrero                    |
| 1997      | Contra viento y marea       | Sebastián León                          |
| 1999      | Sueños                      | José Carlos de la Vega                  |
| 2001      | Felina                      | Abel                                    |
| 2003-2004 | Cosita rica                 | Gastón Peña                             |
| 2006      | Los querendones             | Tico                                    |
| 2006-2007 | Ciudad Bendita              | Macario Guerra                          |
| 2007-2008 | Toda una dama               | Juan José «JJ» Reyes                    |
| 2008-2009 | Nadie me dirá cómo quererte | Francisco Alonso                        |
| 2013      | Las Bandidas                | Rodrigo Irazábal                        |
| 2021      | La voz Perú                 | Jurado                                  |

## Discografía
- 1982: Guillermo Dávila (Sono-Rodven)
- 1983: Un poco de amor (Sono-Rodven)
- 1984: Definitivamente (Sono-Rodven)
- 1985: Cantaré para ti (Sono-Rodven)
- 1988: Guillermo Dávila V (Sono-Rodven)
- 1990: Tuyo (Sono-Rodven)
- 1993: Por amarte tanto (TH-Rodven)
- 1998: Días de pasión (Sony Discos)
- 2014: Mi vida

### Compilaciones
- 1994: Platino (TH-Rodven/Universal)
- 1996: Éxitos (TH-Rodven)
- 1996: Dulce enemiga y otros éxitos (Polygram/TH Rodven)
- 1997: Serie 32 grandes éxitos (Polygram/Rodven)
- 1999: Serie millennium 21 (Universal Latino)
- 2013: Mi vida (Cobi Music)